# Rallye Elfenbeinküste 1978
Die 10. Rallye Elfenbeinküste war der 9. Lauf zur Rallye-Weltmeisterschaft 1978. Sie fand vom 21. bis zum 24. Oktober in der Region von Abidjan statt.

## Bericht
Über die Gesamtlänge von 5472 Kilometern bei der Rallye Elfenbeinküste wurden vier Zeitmessungen installiert. In Abwesenheit der Werksteams von Fiat, die den Marken-WM-Titel bereits nach der Rallye Sanremo gewonnen hatten, dem Schwesterteam Lancia und von Ford, glänzten die französischen Marken Peugeot und Renault vor den Teams aus Japan von Mitsubishi und Datsun. Opel schickte Shekhar Mehta ins Rennen. Der Kenianer musste den Ascona i2000 wegen einer defekten Nockenwelle allerdings abstellen. Timo Mäkinen im Peugeot 504 und sein Teamkollege Jean-Pierre Nicolas kämpften anfangs um die Führung im Gesamtklassement, nach technischen Problemen musste sich Mäkinen und Co-Pilot Jean Todt mit dem zweiten Rang begnügen. Insgesamt erreichten von den 51 gestarteten Fahrzeugen nur neun das Ziel.

## Klassifikationen

### Endergebnis
| Rang | Fahrer                | Co-Pilot          | Auto                   | Zeit (Std./Min.) | Rückstand Sieger (Std./Min.) Rückstand V (Std./Min.) |
| ---- | --------------------- | ----------------- | ---------------------- | ---------------- | ---------------------------------------------------- |
| 1    | Jean-Pierre Nicolas   | Michel Gamet      | Peugeot 504 V6 Coupé   | 02:28            | 00:00 0:00                                           |
| 2    | Timo Mäkinen          | Jean Todt         | Peugeot 504 V6 Coupé   | 02:43            | 00:15 0:15                                           |
| 3    | Jean Ragnotti         | Jean-Marc Andrié  | Renault 5 Alpine       | 03:50            | 01:22 1:07                                           |
| 4    | Simo Lampinen         | Atso Aho          | Peugeot 504 V6 Coupé   | 05:07            | 02:39 1:17                                           |
| 5    | Guy Fréquelin         | Jacques Delaval   | Renault 5 Alpine       | 05:34            | 03:06 0:27                                           |
| 6    | Jean-François Vincens | Félix Giallolacci | Mitsubishi Colt Lancer | 10:17            | 07:49 4:43                                           |
| 7    | Kal Noujaim           | Jean-Claude Mages | Mitsubishi Colt Lancer | 11:20            | 08:52 1:03                                           |
| 8    | Samir Assef           | Jean-Yves Burelle | Peugeot 504 V6 Coupé   | 12:04            | 09:36 0:44                                           |
| 9    | Hervé Page            | Philippe Saget    | Datsun Violet          | 16:20            | 13:52 4:16                                           |

Insgesamt wurden 9 von 51 gemeldeten Fahrzeuge klassiert:

### Herstellerwertung
| Pos. | Team    | Punkte |
| ---- | ------- | ------ |
| 1    | Fiat    | 116    |
| 2    | Opel    | 84     |
| 3    | Ford    | 82     |
| 4    | Porsche | 67     |
| 5    | Lancia  | 49     |

Die Fahrer-Weltmeisterschaft wurde erst ab 1979 ausgeschrieben.